# 3784 Chopin
3784 Chopin este un asteroid din centura principală, descoperit pe 31 octombrie 1986 de Eric Elst.